# Férfi szinkron toronyugrás a 2016. évi nyári olimpiai játékokon
A 2016. évi nyári olimpiai játékokon a műugrás férfi szinkron 10 méteres toronyugrás versenyszámát augusztus 8-án rendezték meg a Maria Lenk Aquatic Centerben.
Nagy fölénnyel, 39,87-es pontkülönbséggel a kínai Csen Aj-szen (Chen Aisen), Lin Jüe (Lin Yue) kettős nyerte a szinkron toronyugrást, míg az ezüstérmet az amerikai David Boudia, Steele Johnson páros szerezte meg, a dobogó harmadik fokára pedig a britek állhattak fel.

## Versenynaptár
Az időpontok helyi idő szerint, zárójelben magyar idő szerint olvashatóak.
| Dátum                     | Időpont       | Forduló |
| ------------------------- | ------------- | ------- |
| 2016. augusztus 8., hétfő | 16:00 (21:00) | Döntő   |

## Eredmény
| # | Nemzet                 | Név                                         | Ugrások | Ugrások | Ugrások | Ugrások | Ugrások | Ugrások | Össz. pontszám |
| # | Nemzet                 | Név                                         | 1       | 2       | 3       | 4       | 5       | 6       | Össz. pontszám |
| - | ---------------------- | ------------------------------------------- | ------- | ------- | ------- | ------- | ------- | ------- | -------------- |
|   | Kína (CHN)             | Csen Aj-szen (Chen Aisen) Lin Jüe (Lin Yue) | 57,00   | 57,00   | 92,82   | 85,32   | 106,56  | 98,28   | 496,98         |
|   | Egyesült Államok (USA) | David Boudia Steele Johnson                 | 54,00   | 53,40   | 83,52   | 85,68   | 85,47   | 95,04   | 457,11         |
|   | Nagy-Britannia (GBR)   | Tom Daley Daniel Goodfellow                 | 51,60   | 49,80   | 79,68   | 81,60   | 92,13   | 89,64   | 444,45         |
| 4 | Németország (GER)      | Patrick Hausding Sascha Klein               | 51,00   | 48,60   | 74,88   | 92,88   | 84,66   | 86,40   | 438,42         |
| 5 | Mexikó (MEX)           | Iván García Germán Sánchez                  | 51,60   | 49,20   | 79,92   | 82,14   | 77,22   | 83,22   | 423,30         |
| 6 | Ukrajna (UKR)          | Makszim Dolgov Olekszandr Horskovozov       | 50,40   | 49,80   | 77,76   | 84,48   | 68,82   | 90,72   | 421,98         |
| 7 | Oroszország (RUS)      | Viktor Minyibajev Nyikita Slejher           | 51,00   | 48,60   | 78,54   | 67,71   | 87,48   | 84,24   | 417,57         |
| 8 | Brazília (BRA)         | Jackson Rondinelli Hugo Parisi              | 49,80   | 48,00   | 71,10   | 70,08   | 61,38   | 68,16   | 368,52         |